# Bebeto
Bebeto, właśc. José Roberto Gama de Oliveira (ur. 16 lutego 1964 w Salvadorze) – brazylijski piłkarz, który występował na pozycji napastnika, mistrz świata z roku 1994 i wicemistrz z roku 1998, najlepszy piłkarz Ameryki Południowej z roku 1989. Srebrny medalista olimpijski na igrzyskach w Seulu oraz brązowy z Atlanty. W reprezentacji Brazylii wystąpił 75 razy i zdobył 39 goli.
Bebeto jako pierwszy piłkarz w historii wykonał tzw. „kołyskę” – gest przypominający kołysanie dziecka, wykonywany po strzeleniu gola. Stało się to podczas ćwierćfinałowego meczu z Holandią na mistrzostwach świata w 1994. Dzień wcześniej żona piłkarza urodziła ich trzecie dziecko. Po strzeleniu gola Bebeto pobiegł w kierunku narożnika boiska, złączył ręce i wykonał „kołyskę”, a chwilę później dołączyli do niego dwaj partnerzy z drużyny: Romário i Mazinho.